# Электрогазовая сварка
Электрогазовая сварка (ЭГС) — это непрерывный процесс дуговой сварки в вертикальном положении, разработанный в 1961 году, в котором дуга горит между плавящимся электродом и изделием. 
В качестве защитной среды используется газ, давление не используется. Главным отличием ЭГС от электрошлаковой сварки является то, что дуга не гасится, а остается гореть на протяжении всего процесса сварки, при этом электрод плавится под действием высокой температуры сварочной дуги, в то время, как при электрошлаковом процессе, электрод плавится под действием тепла раскаленного шлака. ЭГС в основном используется для сварки стыковых и тавровых соединений большой толщины (свыше 12 мм), в особенности в кораблестроении и при строительстве резервуаров.

## Процесс
Под действием тепла, производимого сварочной дугой, электрод и кромки изделия плавятся и стекают в полость, образуя при этом шов. Расплавленный металл кристаллизуется по направлению снизу вверх, тем самым соединяя свариваемые детали вместе. Для того чтобы защитить сварочную ванну от воздействия атмосферного воздуха, применяется защитный газ или порошковая проволока, содержащая флюс, вследствие плавления которого выделяется газ, защищающий дугу. В зону сварки электрод доставляется либо с помощью плавящейся направляющей трубки, либо с помощью перемещающейся головки. При использовании плавящейся направляющей трубки, сварочная ванна состоит из расплавленного металла свариваемых деталей, электрода и направляющей трубки. В случае использования перемещающейся головки, трубка, направляющая электрод, перемещается вверх по мере заполнения полости, при этом не плавясь.
Электрогазовая сварка может применяться для большинства сталей, включая низко- и среднеуглеродистые стали и некоторые нержавеющие стали. Закаленные и отпущенные стали также могут быть сварены с использованием данного процесса, при условии соблюдения уровня вложения тепла в процессе сварки. Шов должен быть вертикальным, либо с наклоном не более 15 градусов от вертикального положения. Обычно толщина свариваемых деталей должна быть как минимум 10 мм (0.4 дюйма), при этом максимальная толщина электрода около 20 мм (0.8 дюйма). Сварка одновременно несколькими электродами позволяет сваривать более толстые детали. Высота шва ограничивается только высотой механизма, используемого для перемещения сварочной головки, в основном, это в пределах 100 мм (4 дюйма) — 20 м (50 футов)
Как и при других процессах сварки, при ЭГС требуется, чтобы оператор носил необходимые средства индивидуальной защиты, такие как — каска, очки, ботинки, спецодежда, для того чтобы предотвратить попадание расплавленного металла на кожу и воздействие сварочной дуги на глаза. При выполнении сварки на высоте рабочий инструмент должен быть хорошо закреплен, а оператор должен носить ремень безопасности, для того чтобы предотвратить травмирование в случае падения.

## Инструмент
При ЭГС используется источники с жесткой и пологопадающей внешней вольт-амперной характеристикой (напряжение остается постоянным), процесс сварки ведется на постоянном токе обратной полярности (плюс на электроде). Значение тока варьируется в пределах 100—800 А (ампер), а напряжение находится между 30 и 50 В (вольт). Для подачи электрода в зону сварки используется подающий механизм. Электрод выбирается в соответствии с химическим составом свариваемого металла. Для защиты зоны сварки от воздействия атмосферного воздуха используется порошковая проволока или газ, в основном двуокись углерода, в сочетании со сплошной проволокой. Сварочная головка прикреплена к аппарату, который перемещается вверх в течение сварочного процесса. К аппарату прикреплены также ползуны, которые формируют шов по краям свариваемых деталей. Ползуны изготавливают из меди и охлаждают водой для того чтобы избежать их расплавление. Они должны плотно прилегать к свариваемым деталям, для того чтобы предотвратить протекание жидкого металла.